# Liste der Kulturdenkmäler in Netzbach
In der Liste der Kulturdenkmäler in Netzbach sind alle Kulturdenkmäler der rheinland-pfälzischen Ortsgemeinde Netzbach aufgeführt. Grundlage ist die Denkmalliste des Landes Rheinland-Pfalz (Stand: 8. Dezember 2023).

## Einzeldenkmäler
| Bezeichnung | Lage                   | Baujahr         | Beschreibung | Bild |
| ----------- | ---------------------- | --------------- | --- | ---- |
| Wohnhaus    | Oberdorfstraße 4 Lage  | 18. Jahrhundert | verputztes Fachwerkhaus, wohl aus dem 18. Jahrhundert, Kniestock um 1900                                                               | BW   |
| Wohnhaus    | Oberdorfstraße 12 Lage | 18. Jahrhundert | verputztes Fachwerkwohnhaus einer Hofanlage, wohl aus dem 18. Jahrhundert; Gesamtanlage mit Hofraum und dreiflügligem Wirtschaftstrakt | BW   |